# Gastrodelphys dalesi
Gastrodelphys dalesi är en kräftdjursart som först beskrevs av Green 1961.  Gastrodelphys dalesi ingår i släktet Gastrodelphys och familjen Gastrodelphyidae. Inga underarter finns listade i Catalogue of Life.